# Huzary
Huzary (864 m) – szczyt w bocznym grzbiecie Pasma Jaworzyny w Beskidzie Sądeckim, pomiędzy szczytem Kotylnica (766 m) a Jaworzynkami (825 m). Północno-wschodnie stoki Huzarów opadają do doliny Mochnaczki, południowo-zachodnie do doliny potoku będącego dopływem Kryniczanki i płynącego wzdłuż ulicy Kazimierza Pułaskiego. Wierzchołek i wszystkie stoki Huzarów są całkowicie zalesione.
Huzary dawniej miały nazwę Czerteż. Obecna nazwa pochodzi od tego, że dawniej na ich stokach podobno odbyli potyczkę konfederaci barscy. Przed II wojną światową znaleziono tutaj granat armatni z XVIII w. i szablę, na której wyryty był łaciński napis i data 1747.
Miejsce spacerów kuracjuszy Krynicy-Zdroju ze względu na dużą liczbę szlaków prowadzących z Krynicy, węzeł szlaków – krzyżują się tu trasy czterech szlaków. Najkrótsza droga prowadzi od szosy Krynica – Tylicz, od przystanku „Roma” szlakiem żółtym.
Przy szlaku z Krynicy na Huzary znajduje się dawna szkółka drzew egzotycznych prof. Edwarda Chodzieckiego, załóżona w latach 30 XX wieku. Poza gatunkami rodzimymi rosną w niej żywotniki zachodnie, cyprysiki Lawsona, daglezje zielone, brzozy papierowe oraz najstarsze w Polsce (posadzone ok. 1930; w 2025 około 95 letnie) kryptomerie japońskie.

## Piesze szlaki turystyczne
Hala Łabowska – Czubakowska – Jaworzyna Krynicka – Krynica – Huzary – Mochnaczka Niżna – Hańczowa (Główny Szlak Beskidzki)
 Muszyna – Złockie – Jaworzyna Krynicka – Krynica – Huzary – Mochnaczka Niżna – Lackowa – Wysowa
 Krynica – G. Krzyżowa – Jaworzynka – Huzary – Góra Parkowa – Krynica
 Kopiec Pułaskiego (Krynica) – Huzary – Tylicz

## Galeria

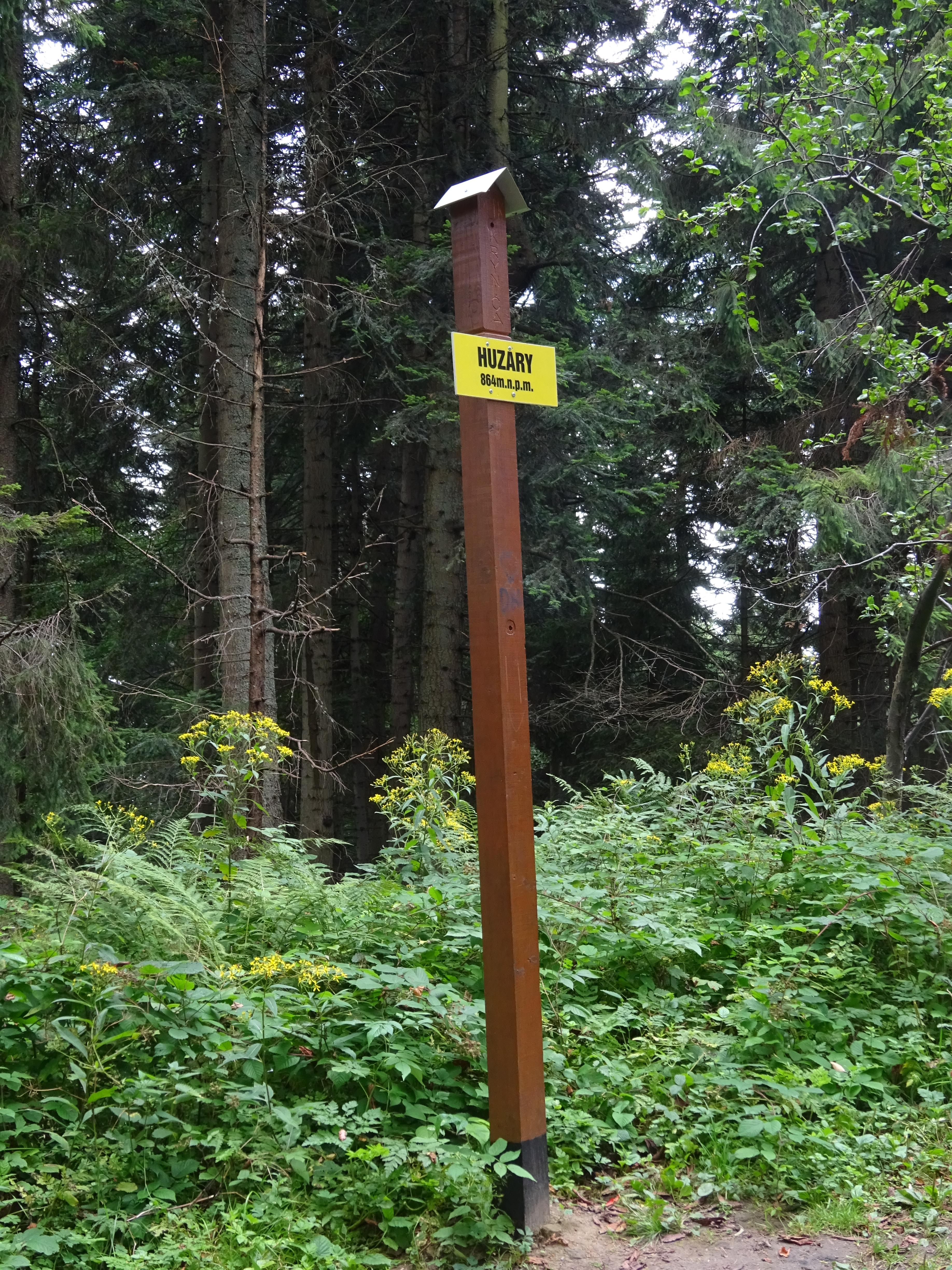
Słupek z tabliczką na szczycie Huzar
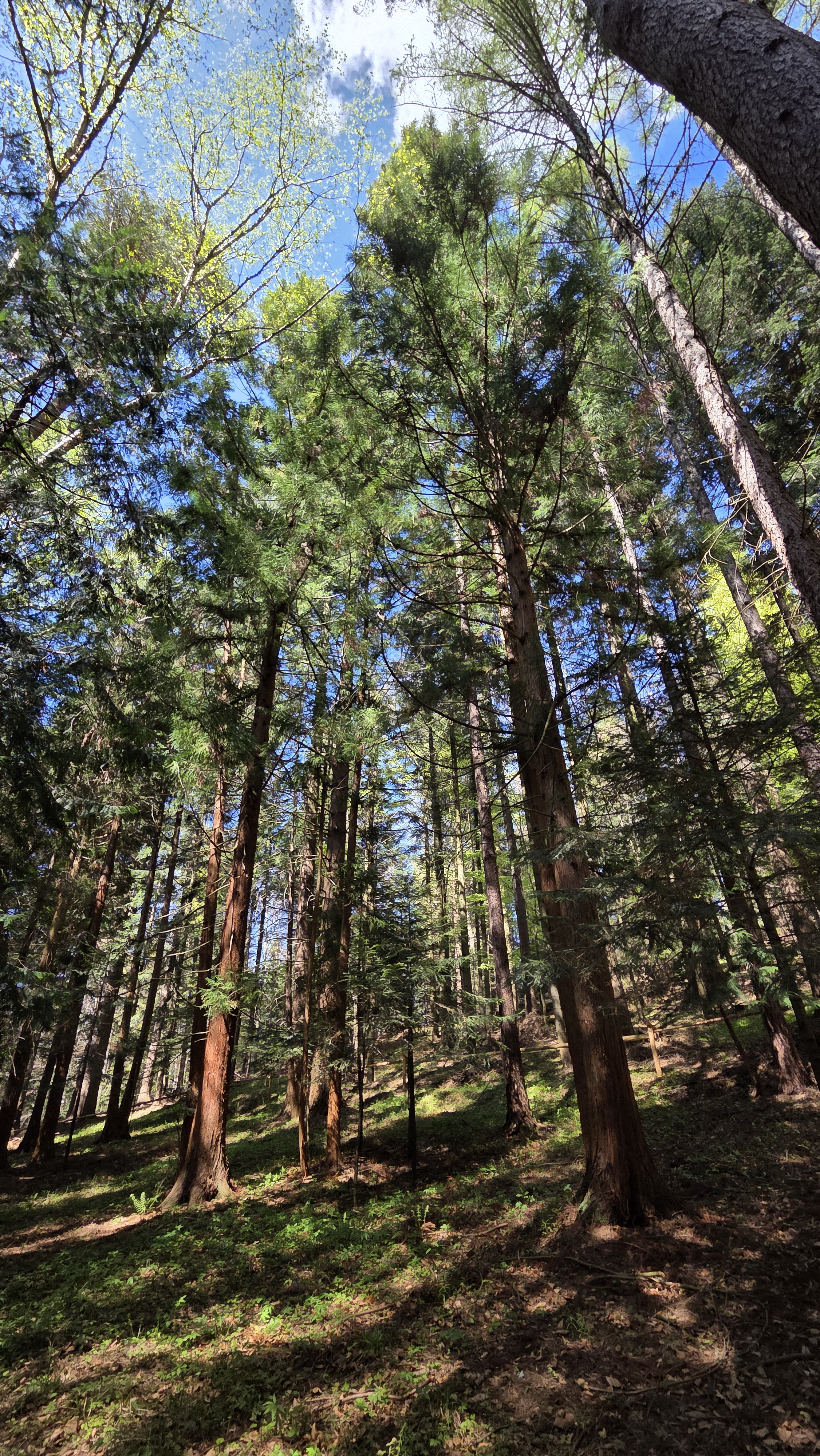
Kryptomerie japońskie w dawnej szkółce egzotów przy szlaku na Huzary